# Anodonthyla eximia
Anodonthyla eximia es una especie de rana de Ranomafana, en el este de Madagascar, de la subfamilia Cophylinae, endémica de microhílidos. Es la especie más pequeña del género Anodonthyla y es el único miembro terrestre conocido del género.

## Rango y distribución
Anodonthyla eximia sólo se conoce en la montaña Maharira en el Parque Nacional Ranomafana, en el centro-sur del este de Madagascar.

## Descripción
La anodonthyla eximia mide tan solo 11,3 mm en las hembras adultas y 9,7 mm en los machos adultos. La Anodonthyla eximia vive en el suelo, entre la hojarasca. Superficialmente, se parece mucho a otras ranas diminutas de Madagascar, como Mini y Stumpffia, pero los machos aún tienen un hueso prepollex muy desarrollado y puntiagudo que es típico de la Anodonthyla.

## Hábitat y ecología
Como la mayoría de las ranas miniaturizadas de Madagascar, Anodonthyla eximia es terrestre. Según la descripción original, el único ejemplar conocido fue recolectado después de lluvias ciclónicas. Los machos emiten llamadas silbantes de tono alto desde la hojarasca.